# Arbitragem de litígios investidor-Estado
O sistema de arbitragem entre Estado e investidor (conhecido pela sigla em inglês ISDS) é um sistema através do qual os investidores podem processar Estados nacionais por alegadas práticas discriminatórias. O ISDS é um instrumento de direito internacional público cujas disposições estão contidas em vários tratados bilaterais de investimento e em certos tratados internacionais de comércio, como o CETA. O ISDS também se encontra em acordos internacionais de investimento, como o Tratado da Carta da Energia. Se um investidor de um país (o "Estado de origem") investe em outro país (o "Estado de acolhimento"), ambos os Estados estando abrangidos por algum mecanismo de ISDS, e o Estado de acolhimento viola os direitos concedidos ao investidor nos termos do tratado, então esse investidor pode levar o caso a um tribunal arbitral. Embora o ISDS seja frequentemente associado à arbitragem internacional sob as regras do ICSID (Centro Internacional para a Arbitragem de Disputas sobre Investimentos do Banco Mundial), ele geralmente ocorre no contexto de tribunais arbitrais internacionais geridos por diferentes regras ou instituições, como a Câmara de Comércio Internacional, o Centro Internacional de Arbitragem de Hong Kong ou as Regras de Arbitragem da UNCITRAL.

## Proteção de investimento estrangeiro

### Desenvolvimento histórico
De acordo com o direito internacional consuetudinário, um Estado pode reagir a danos causados ao seu país pelo Estado anfitrião exercendo proteção diplomática, que pode incluir represálias. Além da proteção diplomática e para evitar recorrer a meios coercivos, os Estados estabeleceram comissões ad hoc e tribunais arbitrais para julgar reivindicações envolvendo tratamento de estrangeiros e suas propriedades pelo Estado anfitrião ("resolução de disputas entre Estado e Estado", SSDS).

### Prática moderna
Atualmente, a proteção legal de investimento direto estrangeiro nos termos do direito internacional público é garantida por uma rede de mais de 2.750 tratados bilaterais de investimento (BITs), tratados multilaterais de investimento, como o Tratado da Carta da Energia, e vários acordos de livre comércio, como o CETA. A maioria desses tratados entrou em vigor no final dos anos 80 e no início dos anos 90, antes do início da atual explosão de reivindicações nos termos dos tratados, no final dos anos 90.
A maioria desses instrumentos legais fornece aos investidores estrangeiros uma proteção legal substantiva (incluindo o direito a "tratamento justo e equitativo", "proteção e segurança completas", "transferência gratuita de meios" e o direito de não ser expropriado direta ou indiretamente sem compensação total) e acesso ao ISDS para arbitragem com os Estados anfitriões por violações dessa proteção. Alguns desses padrões são formulados em termos vagos, dando ampla liberdade aos árbitros para a sua interpretação e aplicação. O número total de casos conhecidos ultrapassou os 500 em 2012. Desses, 244 foram concluídos, dos quais aproximadamente 42% foram decididos a favor do Estado anfitrião e aproximadamente 31% a favor do investidor. Aproximadamente 27% dos casos foram resolvidos fora dos tribunais.
Apenas investidores estrangeiros podem processar Estados através de tratados de investimento, porque apenas os Estados são signatários do tratado e somente os Estados podem ser responsabilizados a pagar indemnizações por violação do tratado. Em sentido contrário, os Estados não têm o direito correspondente de processar um investidor estrangeiro sob esses tratados, novamente porque os investidores não são signatários do tratado e, portanto, não podem violá-lo. Assim, uma decisão a favor do Estado significa que o Estado não foi condenado a pagar uma indemnização, e não que recebeu qualquer indemnização do investidor, embora os custos do processo possam ser atribuídos ao investidor. Um Estado não pode "vencer" no ISDS da mesma forma que um investidor estrangeiro - um Estado que deseje processar um investidor estrangeiro deverá fazê-lo através de seus próprios tribunais nacionais, sem recorrer a um tratado.
O ISDS não pode anular leis nacionais (ao contrário da Organização Mundial do Comércio) que violam acordos comerciais, mas pode conceder indemnizações aos investidores afetados adversamente por essas leis. De acordo com a Agência do Representante de Comércio dos Estados Unidos, o ISDS exige violações específicas do tratado e não permite que as empresas processem apenas por "lucros perdidos". No entanto, a ameaça de multas exorbitantes pode causar um efeito dissuasor que impede a regulamentação ou a legislação no interesse público (por exemplo, saúde humana e proteção ambiental). Os críticos também afirmam que os tratados são escritos de forma a que qualquer legislação que prejudique lucros seja, por definição, uma violação do tratado, invalidando o argumento de que apenas as violações do tratado estão sujeitas ao ISDS.

## Controvérsias
Os críticos do ISDS afirmam existirem várias razões essenciais para rejeitar o ISDS:

### O ISDS tem distorções básicas
Viola o princípio da igualdade perante a lei em desfavor dos pequenos empresários, cidadãos e comunidades.
É arbitrário: os abusos das empresas não podem ser processados, por exemplo quando violam Direitos Humanos e Ambientais. É um sistema unidirecional que nunca responsabiliza os investidores. As comunidades ou cidadãos afectados por empresas não têm a quem recorrer para serem ressarcidos por danos ou sequer ouvidos a respeito dos seus direitos. Os árbitros de investimento têm considerado os Direitos Humanos pouco relevantes para os processos. A proposta europeia de um tribunal multilateral de investimento (MIC) refere a “possibilidade de aceitar intervenções de terceiras partes”, mas apenas numa cláusula não vinculativa. Os mais recentes acordos comerciais europeus também admitem a participação de “pessoas não governamentais”, mas os seus depoimentos têm de ser entregues ao júri arbitral até dez dias após a constituição do mesmo, prazo irrealista que parece pensado para fazer falhar a medida.
O ISDS não é independente: os conflitos são dirimidos por advogados privados sem remuneração fixa, com uma remuneração elevada por cada caso, e só os investidores podem desencadear processos, que os Estados nunca ganham, podendo apenas escapar a uma sentença negativa. Assim, quanto mais as sentenças forem favoráveis aos investidores, mais processos e mais clientela surgirá.  
O ISDS não é equilibrado: as sentenças só em contextos processuais muito restritos podem ser revogadas.

### O ISDS é um instrumento para as grandes empresas obrigarem os governos a pagar quando regulamentam
Em geral os casos arbitrados são situações em que um Estado teve de intervir para protecção das suas populações, legislando no interesse público. Ao ser processado, o Estado paga uma pesada indemnização.
O conceito de expropriação devedora de indemnização foi sendo alargado, de confisco e ocupação de instalações ou território até à noção de “expropriação indirecta”, que se aplica a qualquer acto governamental que possa afectar os lucros da empresa. O jornalista e escritor William Greider denunciou que a introdução da doutrina da “expropriação indirecta” nos acordos comerciais faz parte de uma estratégia de longo prazo com vastas consequências para a soberania dos Estados, o que era exactamente a intenção da mesma:
“Uma vez que qualquer nova regulamentação tem algum impacto económico nas empresas privadas, esta doutrina é a fórmula para limitar o alcance da governação moderna e amarrar a função regulatória do Estado – minando a protecção há muito estabelecida de direitos sociais e justiça económica, valores ambientais e direitos individuais. Os advogados de direita expressam frontalmente esse objectivo – restaurar o primado da propriedade contra exigências mais vastas da sociedade”.

### Os direitos excessivos das empresas destroem a democracia, porque lhes permitem desafiar os governos
Em vez de um escudo de protecção contra abusos dos Estados, o ISDS tornou-se uma arma poderosa das empresas para adiar, enfraquecer ou destruir a regulamentação dos governos, principalmente através do efeito dissuasor. As empresas especializadas de arbitragem destes conflitos encorajam as multinacionais suas clientes a usar esta arma para intimidar e submeter:
“Trata-se de um instrumento de lobbying, na medida em que você pode dizer ‘ok, se você fizer isso eu processo-o e exijo compensações’. Em muitos casos, basta isto para mudar a atitude” – Peter Kirby, da empresa de advogados Fasken Martineau.
A legislação governamental é então obedientemente adiada ou atenuada, muitas vezes sem que a opinião pública chegue a saber do que se passa. Foi o caso na Nova Zelândia, quando a legislação sobre tabaco foi adiada na expectativa do desfecho de um conflito idêntico da Philip Morris versus Austrália.
Nos acordos de investimento da União Europeia (EU) com países não europeus, estabelece-se que os tribunais arbitrais “reduzirão os danos” onde se verifique “desistência ou modificação” da medida governamental, o que premeia o abandono submisso das iniciativas legislativas de interesse público.
David Schneiderman, da Universidade de Toronto, designa os acordos de comércio internacionais de “uma forma emergente de supra-Constituição destinada a autonomizar as políticas económicas em relação às políticas para a massa dos cidadãos”.
Na proposta europeia de um tribunal multilateral de investimento (MIC), tal como no actual ISDS, não se observa o cuidado de proteger as leis de interesse público, por exemplo invalidando queixas de investidores que colidam com as mesmas.
Inversamente, as cláusulas de protecção do investimento consagram conceitos suis generis, pelo menos nas interpretações dos árbitros de ISDS:
- No processo da Gabriel Resources versus Roménia, “tratamento abusivo do tipo coerção” referia-se ao impasse no estudo de impacto ambiental para uma mina de ouro e prata altamente poluente.[22][23][24]
- No mesmo processo, “arbitrariedade” consistiu no decreto parlamentar que anulou autorizações de mineração ilegais.[22][23][24]
- No caso da Copper Mesa versus Equador, “violação do tratamento justo e equitativo” foi a não colaboração do governo nas consultas da empresa à população local.[25][26]

### Os direitos dos investidores promovem um tratamento privilegiado para as empresas
Os direitos de propriedade consagrados para os investidores nos acordos de investimento são maiores que os concedidos nas Constituições nacionais.
Exemplo da Alemanha: a lei não dá direito a compensação por expropriação indirecta ou “regulatória”, nem considera as expectativas de lucro uma propriedade privada a proteger.
Exemplo do Reino Unido: analisando os custos-benefícios de um eventual tratado de comércio EU – EUA, a London School of Economics concluiu que os investidores americanos teriam direitos no Reino Unido que de outra forma nunca seriam possíveis: a legislação saída do parlamento nunca pode ser posta em causa, e inversamente é raro serem pagas compensações por decisões do governo.
Acresce ainda que as empresas nacionais não gozariam dos mesmos privilégios.
Isto contrasta com os mais recentes casos de ISDS, em que foram pedidas compensações exorbitantes por “perda de lucros previstos”:
- A Rockhopper exige 350 milhões de dólares à Itália, sete vezes a soma despendida na Ombrina Mare.[29]
- A Gabriel Resources exige 5,5 mil milhões de dólares à Roménia, oito vezes a soma alegadamente investida em Rosia Montana.[22][23][24]
- A Razvoj Golf exige 500 milhões de dólares à Croácia, cerca de quatro vezes o montante investido em Dubrovnik.[30]

Para se colocarem na posição privilegiada de investidores estrangeiros, muitas grandes empresas fizeram o que eufemisticamente chamam de “estruturação da empresa para protecção do investimento”, ou seja, abriram sucursais noutros países para poderem processar o seu próprio país: a Lone Pine canadiana criou a Delaware nos EUA, e assim contornou uma moratória do Quebec para combustíveis fósseis, a Abengoa espanhola abriu uma subsidiária no Luxemburgo, para desafiar um corte de subsídios ao sector energético no seu país, etc.
Segundo a empresa de advogados Freshfields, “o planeamento em tratados internacionais acompanha agora o planeamento fiscal no momento de fazer um investimento”.
No Forum da Agricultura de Bruxelas, a 1 de Abril de 2014, John Atkin, da Syngenta, explicou que ao abrigo do TTIP poderia processar simultaneamente a EU e os USA: tratando-se de um empresa suíça inscrita no mercado americano e muita activa na Europa, “somos um bom exemplo de empresa global”. Segundo uma investigação “Public Citizen”, em 2014 havia 75.000 empresas com este estatuto duplo, sendo que o mundo dos negócios europeu e norte-americano é o mais experiente em ISDS. O TTIP poria em risco qualquer governo dos dois lados do Atlântico.

### A agenda de reformas ao ISDS da Comissão Europeia deixa intocadas as distorções do sistema
A sua aprovação apenas consagraria e blindaria mais ainda o ISDS, sob a aparência de mais transparência, mais procedimentos e regras mais consistentes, que incluem um mecanismo para apelar das sentenças.
Estas reformas estabelecem que um tribunal arbitral não poderá instituir ou anular uma medida estatal, mas não o inibe de cobrar a correspondente indemnização multimilionária.

### Os riscos de um governo ser processado por grandes empresas são cada vez maiores
Ocorreram numerosos precedentes de processos ganhos pelas multinacionais (61% dos casos que chegam à sentença, visto que frequentemente os Estados cedem antes disso), que as empresas de advogados de investimento divulgam à comunidade de negócios:
“O mundo dos negócios está agora mais atento ao potencial dos tratados de investimento, já não como última trincheira para quando as coisas correm mal, mas antes como importante instrumento de primeira linha quando se trata de investir” – assim apresenta a questão aos seus clientes a empresa de advogados Freshfields Bruckhaus Deringer.
No seu memorando de Abril de 2013, o escritório Skadden saudava “o atractivo cada vez maior e o novo uso dos Tratados Bilaterais de Investimento”, assim como os “usos inovadores” dos mesmos, nomeadamente como forma de desafiar as leis anti tabaco e as medidas de combate às crises financeiras.
Na sequência desta publicidade, o número de queixas de investidores disparou a partir do ano 2000, e principalmente de 2002, de seis casos conhecidos em 1995 para uma média de 70 novas queixas por ano desde 2015, e um total de 942 contra 117 países até 1 de Janeiro de 2019. Dado o carácter sigiloso deste sistema, os números reais são certamente superiores aos números conhecidos.
Esta dinâmica fez da arbitragem de investimentos uma indústria altamente lucrativa, dependente de grandes empresas que processem Estados. Inevitavelmente, apesar do seu estatuto de árbitros, os mesmos têm interesse em emitir sentenças favoráveis aos investidores, colocando os governos cada vez mais em risco de serem processados, em quantias cada vez maiores.
Algumas sentenças de ISDS são escandalosamente injustas, como a que compeliu o governo do Equador a anular a sentença de um tribunal nacional que condenava a Chevron a indemnizar por um extenso derrame de petróleo no rio Amazonas.
A possibilidade de futuros tratados de investimento serem mais complexos (como a reforma do ISDS proposta pela Comissão Europeia) pode estimular ainda mais esta “indústria”, porque a maior dificuldade em apresentar uma queixa ou em contornar as cláusulas dos tratados só valoriza e encarece os processos e respectivos ganhos.
Entretanto, gerou-se ainda um modo de reduzir ou anular para as empresas os riscos de processos dispendiosos: entraram em jogo fundos de investimento. Ao co-financiar as custas judiciais dos processos, habilitam-se a parcelas dos lucros, aumentam as probabilidades de sucesso e facilitam o acesso ao ISDS de empresas que pudessem não ter meios para correr riscos.
Por outras palavras, instituições financeiras de grandes dimensões promovem exigências especulativas de investidores, agravando os custos da defesa legal para os Estados, que não têm nenhum mecanismo financeiro equivalente.

### Os privilégios dos investidores permitem-lhes contornar os tribunais nacionais
Exemplo mencionado do Equador: populações indígenas processaram a Chevron por um derrame de petróleo no Amazonas; a empresa apelou a um ISDS e os árbitros decretaram que o governo do Equador devia bloquear a sentença do tribunal; como o governo não pôde fazê-lo, devido à separação de poderes, a Chevron pede compensações.
Exemplo do Canadá: um tribunal invalidou as patentes de dois medicamentos por considerar que a farmacêutica Eli Lilly não tinha apresentado estudos comprovativos suficientes do efeito terapêutico dos mesmos (um deles tinha sido experimentado apenas em 21 doentes durante três semanas). A farmacêutica desencadeou um ISDS, pedindo uma indemnização de 500 milhões de dólares.
Juan Fernández-Armesto, árbitro de investimento espanhol, contou:
“Quando acordo de noite e penso na arbitragem, nunca paro de me espantar como é que Estados soberanos alguma vez aceitaram a arbitragem de investimento (…) Três indivíduos particulares têm o poder de pôr em causa, sem qualquer restrição ou apelo, toda e qualquer acção do governo, todas as decisões dos tribunais e todas as leis e regulamentos emanados do parlamento”.
A National Conference of State Legislators, que representa os 50 parlamentos estaduais dos USA, declarou em 2014 que “não apoiará nenhum tratado de investimento que inclua o ISDS”, porque interfere com a sua “capacidade e responsabilidade (…) de decretar e fazer cumprir leis justas e não discriminatórias que protejam a saúde pública, segurança e bem-estar, garantam a saúde e segurança dos trabalhadores e protejam o ambiente”.

### Os direitos dos investidores não trazem os benefícios económicos que alegam
Não existe correlação evidente entre os tratados de investimento e os fluxos de investimento. Enquanto alguns estudos econométricos sustentam que estes tratados atraem investimentos, outros negam qualquer relação de causa a efeito. Os estudos qualitativos sugerem que os tratados não são decisivos para os investidores avançarem com um investimento noutro país.
O documento de consulta pública da Comissão Europeia, de 2014, sobre o ISDS, afirma que “os acordos de investimento criaram molduras que encorajam o investimento”. Contudo, o seu relatório interno de 2010 admitia “não haver dados claros” sobre a questão.
Os governos também já começaram a compreender isto: a África do Sul, por exemplo, já cancelou alguns dos seus tratados bilaterais de investimento (BITs), e um dos seus dirigentes comentou os graves riscos que os direitos dos investidores acarretam para as políticas governamentais, numa época de grandes desafios socio-económicos e ecológicos.

### Existe uma tendência global contra o excesso de direitos das grandes empresas
África do Sul, Bolívia, Equador, Venezuela e Indonésia foram os primeiros a cancelar ou programar a saída dos tratados bilaterais de investimento de que eram subscritores. A Índia seguiu-as de perto. Até ao final de 2018, 10 países tinham abandonado 179 BITs, dos quais 61 foram denunciados pela Índia. A Itália e a Rússia saíram do Tratado Carta da Energia, entre todos aquele que mais casos de ISDS gerou.
A Conferência das Nações Unidas para o Desenvolvimento (UNCTAD), que na década de 1990 incentivou muitos países em desenvolvimento a aderirem a tratados de investimento, está ultimamente focada em reformar o sistema e apoiar a saída desses países.

### Existem alternativas
O Brasil nunca assinou um tratado de investimento e sempre atraiu investimentos abundantes.
A Austrália não incluiu o ISDS nos acordos de comércio com os USA e o Japão - o investidor tem de recorrer aos tribunais nacionais. A Nova Zelândia também excluiu os direitos abusivos dos investidores dos novos acordos assinados.
Os críticos dos sistemas ISDS defendem que os países da Europa do Leste deveriam pôr termo aos seus nove tratados de investimento com os USA, que a Comissão Europeia tem alegado como pretexto para avançar para “um tratado melhor”.
Todos os países têm autonomia para actualizar as leis nacionais sobre investimento, como fez a África do Sul e reforçam que é possível assinar contratos individuais Estado-investidor, com esquemas públicos de garantia ou seguros privados.
Muitas organizações da sociedade civil afirmam que aos direitos dos investidores devem corresponder responsabilidades proporcionais perante os Direitos Humanos, Ambiente, etc. A iniciativa da ONU para um Tratado Vinculativo é uma proposta inédita para aplicar as leis dos Direitos Humanos às actividades das empresas multinacionais, garantindo acesso à justiça às vítimas de abusos das empresas e pondo fim à impunidade destas. Estas organizações alegam que, estando o UNCITRAL a negociar a reforma dos sistemas ISDS, é importante pressionar no sentido de criar um tratado internacional que ponha fim aos actuais acordos de investimento, recusando a proposta europeia de um tribunal multilateral de investimento (MIC) criado sobre os acordos internacionais actuais.
Em 2017 o Tribunal Europeu de Justiça decretou o fim dos mais de 190 BITs existentes entre todos os Estados Membros, por serem ilegais à luz da legislação da EU. Embora os tribunais ISDS estejam ainda a contestar esta “excepção para a Europa”, a mesma poderá constituir um precedente favorável para o alargamento a outros continentes desta extinção em massa.
Por outro lado, a França está a trabalhar na lei do “dever de vigilância”, que responsabiliza as empresas pelas violações dos Direitos Humanos ocorridas na sua cadeia de abastecimento.